# Mercedes-Benz C117
Mercedes-Benz C117 (eller Mercedes-Benz CLA-klass) är en personbil som den tyska biltillverkaren Mercedes-Benz introducerade våren 2013.
Versioner:
| Modell     | Årsmodell | Motor                      | Cylindervolym | Effekt     | Bränslesystem            |
| ---------- | --------- | -------------------------- | ------------- | ---------- | ------------------------ |
| CLA180 CDI | 2014-19   | OM607: 4-cyl radmotor DOHC | 1461 cm³      | 109 hk     | Common rail turbodiesel  |
| CLA200 CDI | 2013-14   | OM651: 4-cyl radmotor DOHC | 1796 cm³      | 136 hk     | Common rail turbodiesel  |
| CLA200 CDI | 2015-19   | OM651: 4-cyl radmotor DOHC | 2143 cm³      | 136 hk     | Common rail turbodiesel  |
| CLA220 CDI | 2013-19   | OM651: 4-cyl radmotor DOHC | 2143 cm³      | 170-177 hk | Common rail turbodiesel  |
| CLA180     | 2013-19   | M270: 4-cyl radmotor DOHC  | 1595 cm³      | 122 hk     | Direktinsprutning, turbo |
| CLA200     | 2013-19   | M270: 4-cyl radmotor DOHC  | 1595 cm³      | 156 hk     | Direktinsprutning, turbo |
| CLA220     | 2017-19   | M270: 4-cyl radmotor DOHC  | 1991 cm³      | 184 hk     | Direktinsprutning, turbo |
| CLA250     | 2013-19   | M270: 4-cyl radmotor DOHC  | 1991 cm³      | 211 hk     | Direktinsprutning, turbo |
| CLA45 AMG  | 2013-19   | M133: 4-cyl radmotor DOHC  | 1991 cm³      | 360-381 hk | Direktinsprutning, turbo |

## Bilder

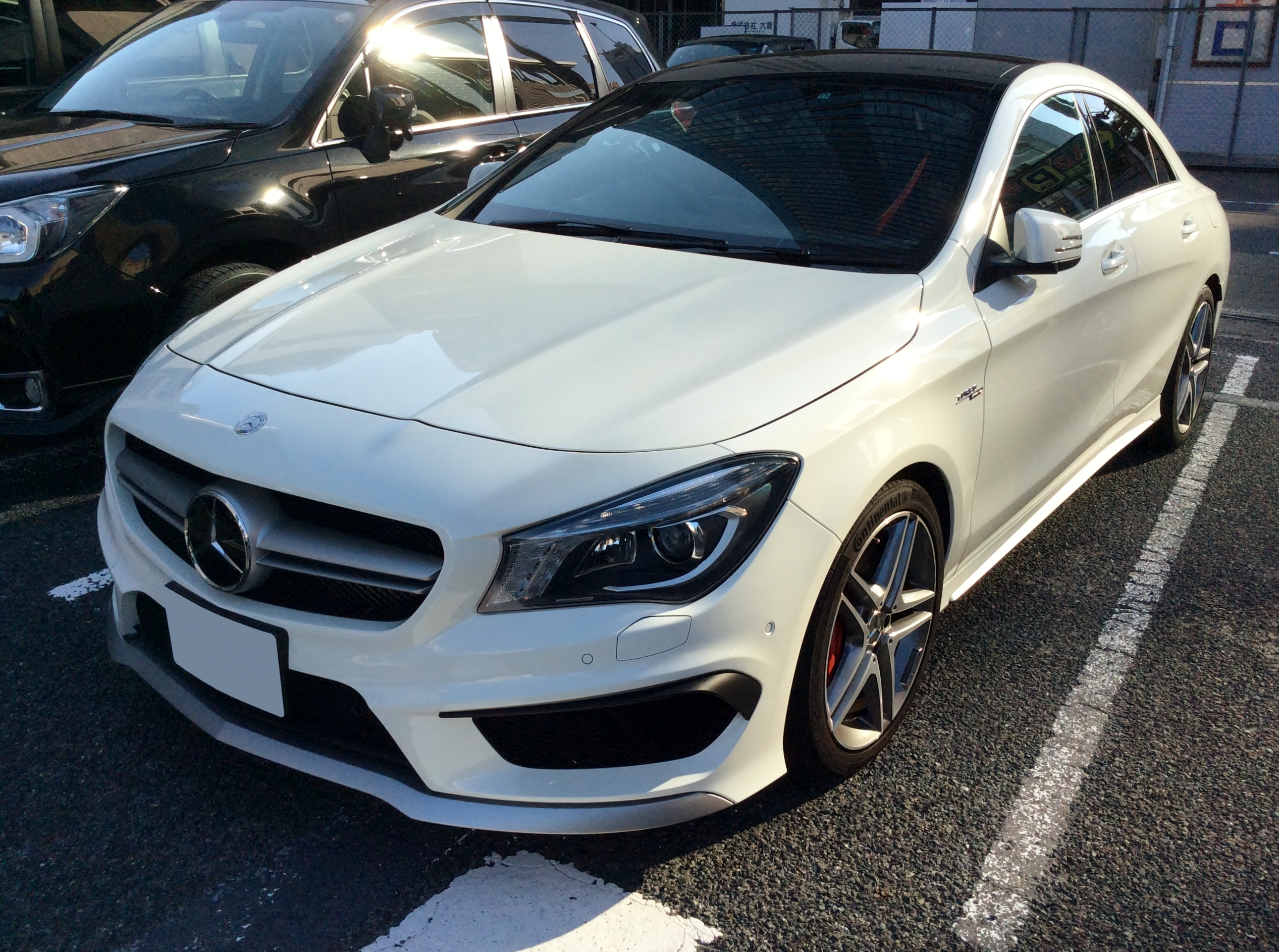
CLA45 AMG 4MATIC
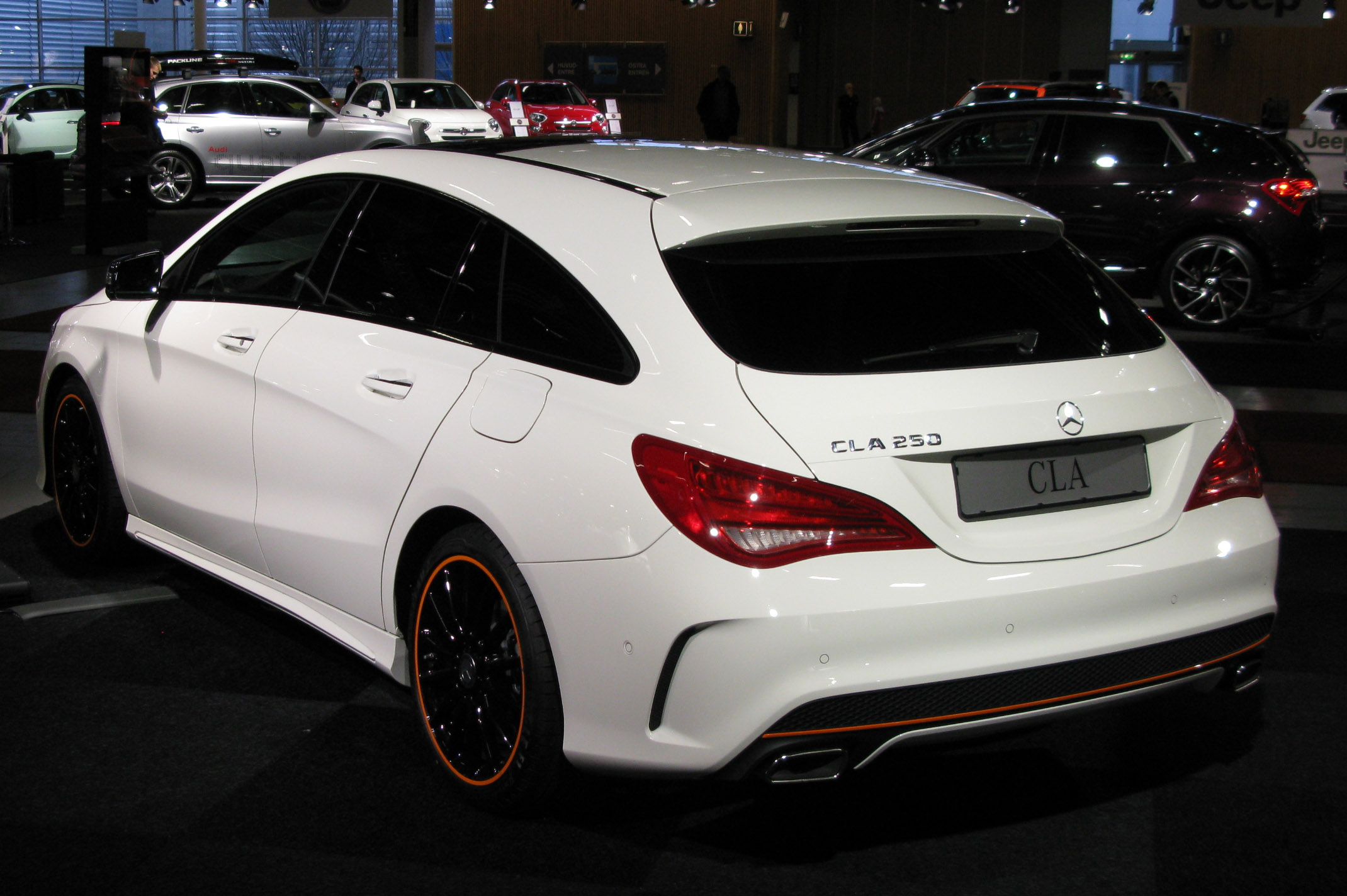
X117 Shooting Brake